# Symphoricarpos
Symphoricarpos és un petit gènere amb 15 espècies d'arbusts caducifolis pertanyent a la família Caprifoliaceae. Tots menys un són nadius de Nord-amèrica i Centre-Amèrica; l'altre és oriünd de l'oest de la Xina.
Les fulles són d'1.5–5 cm de longitud, arrodonides, senceres i amb un o dues lòbuls en la base. Les flors són petites de color verdós-blanc o rosa, en petites agrupacions de 5-15 en la majoria de les espècies, solitàries o a parells en (S. microphyllus). Els fruits són d'1-2 cm de diàmetre, tous variant del blanc en (S. albus) al rosa (S. microphyllus) o vermell (S. orbiculatus) i en una espècie (S. sinensis), púrpura fosc.
L'espècie (Symphoricarpos albus) és una important font d'alimentació per a les guatlles, els faisans i els galls fers, però és considerat verinós per als humans.

## Espècies seleccionades
- Symphoricarpos albus
- Symphoricarpos mexicanus
- Symphoricarpos microphyllus
- Symphoricarpos mollis
- Symphoricarpos occidentalis
- Symphoricarpos orbiculatus
- Symphoricarpos oreophilus
- Symphoricarpos rotundifolius
- Symphoricarpos sinensis